# Psychomastatix deserticola
Psychomastatix deserticola là một loài côn trùng thuộc họ Eumastacidae. Đây là loài đặc hữu của Hoa Kỳ.